# Albergsgrundet
Albergsgrundet är en ö i Finland. Den ligger i Bottenviken och i kommunen Larsmo i den ekonomiska regionen  Jakobstadsregionen i landskapet Österbotten, i den nordvästra delen av landet.
Öns area är 2,2 hektar och dess största längd är 240 meter i nord-sydlig riktning.